# Andrés Pedreño Muñoz
Andrés Pedreño Muñoz (Cartagena, Regió de Múrcia, 1953) és catedràtic d'Economia Aplicada i director de l'Institut d'Economia Internacional de la Universitat d'Alacant. Expert en Noves tecnologies, fundador de la Biblioteca Virtual Miguel de Cervantes i impulsor com a CEO d'Universia (2000-2004). Rector de la Universitat d'Alacant (1993-2000). Promotor de l'economia i l'emprenedoria digital. Impulsor del primer MOOC a Espanya a través de la plataforma UNIMOOC, així com de l'Observatori per a l'Anàlisi i Desenvolupament Econòmic d'Internet a Espanya (ADEI), impulsat entre altres per Google a Espanya. Ha deixat constància del seu compromís amb l'emprenedoria a través d'una de les startups digitals amb major tràfic web d'Espanya i Amèrica Llatina (IT&IS)
És o ha estat conseller de nombrosos organismes públics o privats com el Consell Superior d'Estadística (2004-2009) el Consell Assessor d'Administració Electrònica del Ministeri d'Administracions Públiques (2005-2009), membre de l'International Committee en la International Science Foundation, entre d'altres. És membre corresponent de la Reial Acadèmia de Ciències Morals i Polítiques, i de l'Acadèmia Nord-americana de Llengua als Estats Units.
La seva activitat més recent ha posat èmfasi en desenvolupament de l'economia digital, l'educació 2.0 i l'emprenedoria com a respostes a la crisi econòmica actual. L'any 2016 va rebre la Distinció de la Generalitat Valenciana al Mèrit Científic.

## Conflicte lingüístic valencià i segregació
En la seva etapa com a rector de la Universitat d'Alacant, va tenir un gran ressò mediàtic degut a les tensions amb el president de la Generalitat Valenciana Eduardo Zaplana que van tenir el seu origen en el marc del conflicte lingüístic valencià.
Les tensions van començar abans del recordat acte d'obertura de curs 1996/1997. El 1995, quan era llavors Zaplana candidat, Andrés Pedreño va actuar en matèria lingüística de manera concorde a la resta d'universitats públiques valencianes, reconeixent el català com la llengua cooficial a la Universitat. El rebuig de Zaplana lligat als sectors més valencianistes i menys catalanistes, tenia per objecte trencar la unitat en matèria lingüística de les universitats valencianes en la baula geogràfica més feble.
Aquest fet es va lligar en els mitjans de comunicació i entre els analistes a la segregació de la Facultat de Medicina i altres estudis que van passar a formar part de la Universitat Miguel Hernández. La manca de motivació d'aquesta decisió del Govern Valencià va originar un rebuig total de la Conferència de Rectors Espanyola a la segregació que va donar un continuat suport a Andrés Pedreño, arribant a presentar un recurs davant el Tribunal Constitucional contra la citada segregació.

## Projectes i obres relacionats amb l'Economia Digital i les Noves Tecnologies

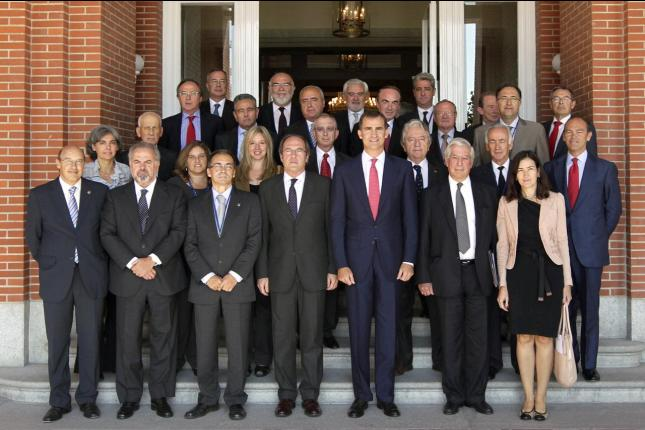
Patronat de la Biblioteca Virtual al Palau de la Zarzuela

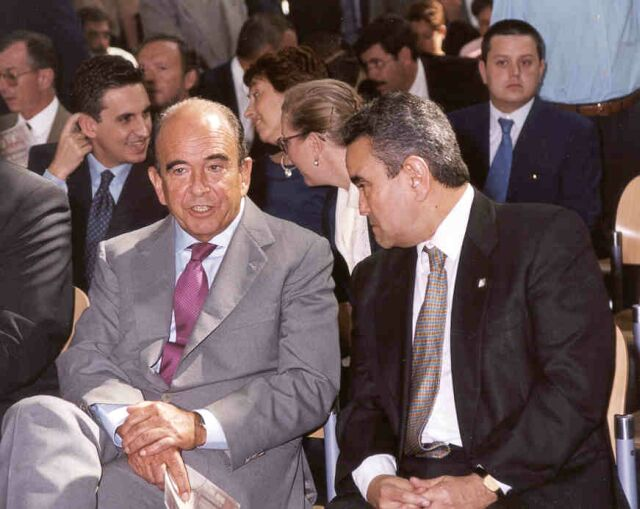
Presentació Universia

1. L'aplicació i desenvolupament d'Internet les noves tecnologies a la Universitat d'Alacant. Com a Rector de la Universitat d'Alacant va impulsar la introducció i desenvolupament de la societat de la informació a la Universitat d'Alacant. Els plantejaments generals van ser exposats per ell mateix en una obra molt primerenca Utopias y realidades. Universidad de Alicante 1994-97 Arxivat 2006-07-25 a Wayback Machine. destacant la inserció de reengineria de processos i qualitat de serveis, estalvi de recursos i racionalització de l'activitat universitària en molts vessants (docència, recerca, serveis, etc.) També es van desenvolupar el Centre Processament de dades i el MLAB (emulant al MIT) es van dur a terme projectes com el SIG (Sistema d'Informació Geogràfica), per a la racionalització d'espais i moltes altres eines que avui són de general ús a la xarxa.[cal citació]
2. Emprenement i desenvolupament de l'Internet de baix cost: empresa emergent IT&IS Arxivat 2015-02-08 a Wayback Machine. amb llocs web com euroresidentes.com i altres. Pedreño ha estat un pioner de l'emprenedoria en la societat de la informació i aferrissat defensor de l'Internet de baix cost, lean canvas, l'open source, el treball col·laboratiu amb nombrosos articles o iniciatives. Amb anterioritat a la crisi de les punt.com de finals dels noranta va defensar en diversos treballs el desenvolupament del denominat Internet de baix cost, amb obstinació personal a demostrar la seva viabilitat en la pràctica. A ell com aco-fundador es deu bona part de l'èxit d'euroresidentes.com.[5]